# Longaví
Longaví (nel mapudungun: "la testa del serpente") è un comune della Provincia di Linares, nella Regione del Maule, Cile. Il comune si estende per 1.454 chilometri quadrati.

## Dati
Il borgo è localizzato nel centro geografico del Cile, circa 320 chilometri a sud della capitale Santiago, con la quale è collegata tramite la moderna autostrada "Carretera Panamericana" (Ruta 5 Sur). Il borgo conta 6.206 abitanti (2002) e il comune, 28.161 abitanti. Il 77% della popolazione abita in zone rurali. L'attività agricola, in particolare la coltivazione dil riso ed altri cereali, costituisce la principale occupazione nel comune.

## Storia
Il comune di Longaví è stato fondato il 27 dicembre 1937. Questo borgo agricolo è il luogo natale del presidente Arturo Alessandri Palma, nato nel 1868 e morto nel 1950.

## Amministrazione comunale
Sindaco: Mario Briones Araice (Partido por la Democracia), (PPD)

### Consiglio Comunale
- Miguel Salgado Rojas (Unione Democratica Indipendente)
- Sergio Pereira Villalobos (Rinnovamento Nazionale)
- Luis Suazo Roca (Partito Democratico Cristiano del Cile
- Ricardo Latrach Ponce (Partito Radicale Social Democratico)
- Juan Aedo Sepúlveda (Partito Socialista del Cile)
- Marcelo Herrera Vásquez (Partito per la Democrazia)